# غوغيرنول
غوغيرنول (بالإنجليزية: Guggernüll)‏ هو أحد جبال سلسلة جبال الألب ليبونتيني ويقع في كانتون غراوبوندن في سويسرا. يحتل المرتبة رقم 250 في قائمة جبال سويسرا من حيث الارتفاع، إذ يبلغ ارتفاعه حوالي 2886 متر، بينما يبلغ ارتفاع نتوء الجبل 377 متر.